# Rhopalomeces cyanellus
Rhopalomeces cyanellus là một loài bọ cánh cứng trong họ Cerambycidae.